# Yoshimi Sasahara
Yoshimi Sasahara (笹原 義巳 Sasahara Yoshimi?), född 2 april 1974 i Kagoshima prefektur, är en japansk före detta fotbollsspelare.
Sasahara började sin karriär 1997 i Honda FC. 1999 flyttade han till Kawasaki Frontale. Efter Kawasaki Frontale spelade han för Sagan Tosu. Han avslutade karriären 2004.